# 鷲尾隆順
鷲尾 隆順（わしお たかより、1868年12月21日（明治元年11月8日） - 1919年（大正8年）1月25日）は、明治時代から大正時代の華族（男爵）。旧公卿の鷲尾伯爵家の分家。位階は従三位。
鷲尾隆聚伯爵の二男として生まれ、幼名を順麿といった。1884年3月に分家して華族の男爵家に列した。
養子となり男爵となった鷲尾光遍は三室戸和光子爵の次男で、僧侶となり石山寺の座主や真言宗山階派管長を務めた。

## 親族
- 妻：せき（東京府の平民飯沼頼隆の三女）1880年10月 - 1916年2月
- 長男：隆しげ※ 1905年10月 - 没年不明 分家[1]
- 養子：光遍（三室戸和光次男） 1879年9月 - 1967年11月[4]

※「しげ」は「司」の下に「子」を置いた漢字。